# The Silver Car

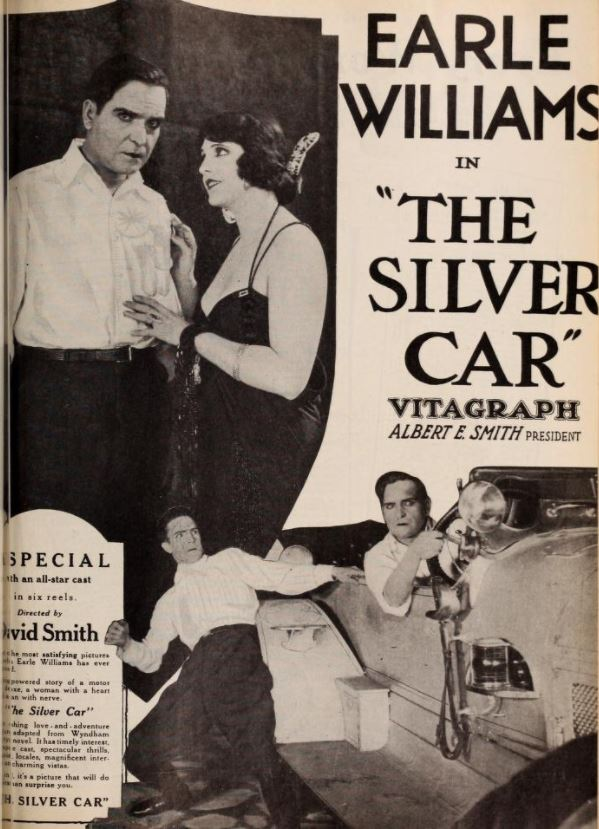
Annonce pour le film.

The Silver Car est un film américain réalisé par David Smith, sorti en 1921.

## Synopsis

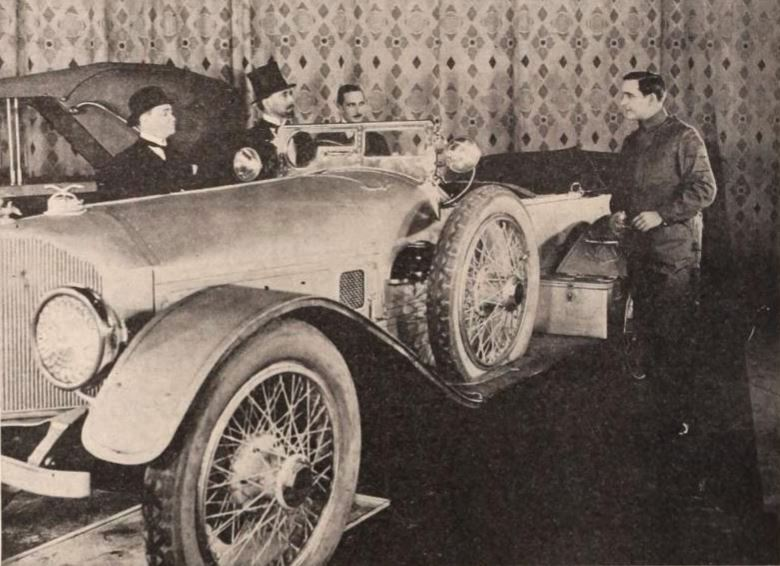
Une scène du film.

Lors d'un voyage en Europe, le criminel repenti Anthony Trent recherche un ancien camarade de guerre « William Smith », la seule personne à connaître sa véritable identité. En Angleterre, Anthony découvre que le vrai nom de Smith est Arthur Grenvil, le fils du comte de Rosecarrel. Il rencontre et tombe amoureux de la sœur d'Arthur, Daphné. En apprenant que le comte Michael Temesvar fait chanter le comte, qui menace de dénoncer un traité entre leurs deux pays, Anthony se lance dans une mission suicide dans les Balkans pour tenter de récupérer le traité.

## Fiche technique
- Réalisation : David Smith
- Scénario : d'après le roman The Secret of the Silver Car de Wyndham Martin
- Photographie : Jack MacKenzie
- Genre : Mélodrame[1]
- Distributeur : Vitagraph Company
- Durée : 6 bobines
- Date de sortie : juin 1921

## Distribution
- Earle Williams : Anthony Trent
- Kathryn Adams : Daphne Grenvil
- Geoffrey Webb : Arthur Grenvil
- Eric Mayne : Comte Michael Temesvar
- Emmett King : Earl of Rosecarrel
- Mona Lisa : Pauline
- John Steppling : Vicar
- Max Asher : Hentzi
- Walter Rodgers : Colonel Langley